# 松村潔 (医学)
松村 潔（まつむら きよし）は、日本の医学者・生命科学者。大阪工業大学工学部生命工学科教授。医学博士（大阪大学）。理化学研究所ライフサイエンス技術基盤研究センター客員主管研究員。元日本生理学会評議員。元大阪バイオサイエンス研究所副部長。元新技術事業団（現：科学技術振興機構）グループリーダー。
専門は、医科学・環境生理学（脳、神経科学、発熱）、生命科学・バイオサイエンス、生体情報/生物情報学（バイオインフォマティクス）。

## 経歴
1978年広島大学工学部電子工学科卒業。1981年大阪大学大学院医学研究科医科学専攻修士課程修了。1986年同大学大学院医学研究科生理系博士課程修了、医学博士（大阪大学）。大阪大学医学部助手・講師、大阪バイオサイエンス研究所副部長などを経て、1999年京都大学大学院情報学研究科助教授。
2005年大阪工業大学情報科学部に着任。2011年同大学工学部生命工学科教授。
主な所属学会は、日本神経科学学会、日本生理学会、北米神経科学学会(SfN)、日本炎症再生医学会、日本ME学会。
主な著書は、『脳と免疫系の対話 - 神経科学の基礎と臨床XI』（共著、ブレーン出版2003、学術書）、『環境生理学』（分担執筆、北海道大学出版会2007、学術書）、『自然科学のためのはかる百科 - 脳をはかる』（共著、丸善出版2016、学術書）。

## 主な研究
- 脳出血による発熱の分子・細胞メカニズムの解明：ミクログリアと血小板の関与[6]
- カナビノイド由来の新たなプロスタグランジン合成経路とその疼痛メカニズムへの関与 - 京都府立医科大学との共同研究
- 赤血球および血小板に由来する内因性発熱物質の探索
- 発熱時の脳内プロスタグランジンE2可視化によるその産生機構解明
- 免疫系から神経系への情報伝達機構・疲労の分子神経機構
- サイトカインをターゲットとする抗炎症薬の開発
- ポジトロン放出核種を用いた脳機能のインビトロイメージング

生命工学の対外啓蒙活動として、高校生向けにJST主催「科学の甲子園」工学基礎講座(2018)の講師や、小学生向けに十津川村親子理科教室(2018)の講師を担当。